# Keisha Castle-Hughes
Keisha Castle-Hughes (sinh ngày 24 tháng 3 năm 1990) là một nữ diễn viên người New Zealand. Năm 2015, cô vào vai Obara Sand trong loạt phim Game of Thrones (đài HBO, mùa thứ năm).

## Thời thơ ấu
Castle-Hughes sinh ra tại Donnybrook, Western Australia, cô là con gái của bà Desrae Hughes, một người dân tộc Maori, và ông Tim Castle. Gia đình cô chuyển đến Auckland, New Zealand khi cô được 4 tuổi. Keisha từng theo học trường trung học Penrose và tốt nghiệp cao đẳng Senior College of New Zealand tại Auckland.